# Departement Potosí
Potosí je departement v jihozápadní Bolívii. Rozloha departementu je 118 218 km², počet obyvatel je přibližně 856 tisíc. Hlavním městem je Potosí. Region se rozkládá převážně v neúrodné hornaté oblasti s velkou náhorní plošinou na západě, kde se nachází Salar de Uyuni, což je největší solná pláň na světě.
V departementu se nachází také hora Cerro Rico, kde bylo během éry španělské říše vytěženo velké množství stříbra, které bylo dopraveno do Evropy. Odhaduje se, že v dolech zemřelo až 8 milionů lidí. Těžba v okolí města Potosí probíhá i v 21. století (údaj z roku 2018). Těží se stříbro, zinek, měď, cín a olovo. Jedná se o nejstarší doly s nepřetržitým provozem na světě.

## Administrativní členění

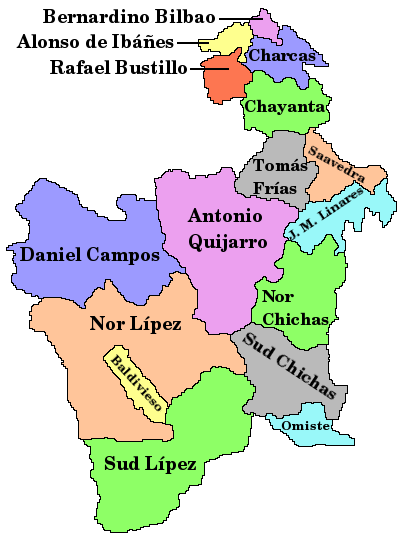
Provincie v departementu Potosí

Departement Potosíse člení na 16 provincií, které se dále dělí na 40 obcí (španělsky municipios).
- Alonso de Ibáñez
- Antonio Quijarro
- Bernardino Bilbao
- Charcas
- Chayanta
- Cornelio Saavedra
- Daniel Campos
- Enrique Baldivieso
- José María Linares
- Modesto Omiste
- Nor Chichas
- Nor Lípez
- Rafael Bustillo
- Sud Chichas
- Sud Lípez
- Tomás Frías

## Jazyky
Nejpoužívanějšími jazyky v departementu jsou kečuánština, španělština a ajmarština. V tabulce jsou uvedeny počty obyvatel hovořící jednotlivými jazyky jak v departementu, tak v celé Bolívii.
| Jazyk                    | Departement Potosí | Bolívie   |
| ------------------------ | ------------------ | --------- |
| kečuánština              | 514,421            | 2,281,198 |
| ajmarština               | 57,738             | 1 525 321 |
| guaranština              | 374                | 62,575    |
| jiné domorodé            | 356                | 49,432    |
| španělština              | 438,204            | 6,821,626 |
| zahraniční               | 3,771              | 250,754   |
| pouze domorodé           | 226 967            | 960 491   |
| domorodé a španělština   | 301 280            | 2,739,407 |
| španělština a zahraniční | 136 980            | 4,115,751 |

## Zajímavosti
- Národní přírodní rezervace andské fauny generála Eduarda Avaroy
- Národní park Torotoro
- Laguna Colorada
- Laguna Verde
- Laguna Blanca
- Salar de Uyuni
- Potosí
- Uyuni
- Lokality s objevy dinosauřích fosilních stop[5]

## Osobnosti
- Juana Azurduy de Padilla, partyzánský vůdce.
- Manuel Ascencio Padilla, partyzánký vůdce, na jeho počest je pojmenováno město Padilla.
- Modesto Omiste Tinajeros, spisovatel, novinář, politik, pedagog, právník, diplomat a historik. Na jeho počest je pojmenována provincie Modesto Omiste.